# Sydney Greenstreet
Sydney Hughes Greenstreet (født 27. december 1879, død 18. januar 1954) var en engelsk skuespiller, bedst kendt for sine film med Humphrey Bogart og Peter Lorre i 1940-erne.
Greenstreet blev født i Sandwich i grevskabet Kent i England. Han var søn af en læderhandler og havde 7 søskende. Han forlod hjemmet som 18 årig for at skabe sig en formue som teavler i Ceylon, men tørke tvang ham ud af forretningen og tilbage til England. Han ledede et bryggeri og for ikke at kede sig tog han timer i skuespil. Hans debut på scenen var som en morder ved navn Craigen i en 1902 udgave af en Sherlock Holmes fortælling af Sir Arthur Conan Doyle på Marina Theatre i Ramsgate, Kent. Han turnerede rundt i England med Ben Greet's Shakespeare company, og i 1905, havde han sin debut i New York. Derefter optrådte Greenstreet i adskillige forestillinger i England og Amerika, og arbejdede igennem 1930-erne med Alfred Lunt og Lynn Fontanne på Theatre Guild. I løbet af sin karriere rakte hans roller fra musicals til Shakespeare, og år med så alsidigt skuespil førte mange tilbud om at optræde på film. Han afslog indtil han var 62.
I 1941 begyndte Greenstreet at arbejde for Warner Bros. Hans debut film rolle var også hans mest berømte: Kasper Gutman ("The Fat Man") i Ridderfalken, sammen med Peter Lorre som Joel Cairo, en parring, som ville vise sig profitabel og langvarig for Warner Bros. Parret optrædte sammen i ni film, herunder Casablanca som en småforbryderisk klubejer, Signor Ferrari (for hvilket han fik en gage på 3.750$ om ugen i syv uger), foruden Background to Danger (1943, med George Raft), Passage to Marseille (1944, igen med stjernerne fra Casablanca, Humphrey Bogart og Claude Rains), The Mask of Dimitrios (1944, hvor han stod øverst på plakaten), The Conspirators (1944, med Hedy Lamarr og Paul Henreid), Hollywood Canteen (1944), Three Strangers'' (1946, øverst på plakaten), and The Verdict (1946, øverst på plakaten). Efter blot 8 år sluttede Greenstreets karriere i 1949 med Malaya, hvor han blev nævnt som nr. 3 efter Spencer Tracy og James Stewart. På disse otte år arbejdede han med stjerner fra Clark Gable til Ava Gardner til Joan Crawford. Forfatteren Tennessee Williams skrev en enakter The Last of My Solid Gold Watches med Greenstreet i tankerne, og dedikerede det til ham.
I 1950 og 1951 spillede Greenstreet Nero Wolfe på NBC radio, løst baseret på den velnærede og geniale detektiv skabt af Rex Stout.
Greenstreet led af diabetes og Bright's sygdom, en nyresygdom. Fem år efter at være stoppet med at lave film døde Greenstreet i 1954 som følge af komplikationer fra diabetes. Han er begravet på Forest Lawn Memorial Park i Glendale, California.
Han overlevedes af sit eneste barn John Ogden Greenstreet, som blev født i Sydney's ægteskab med Dorothy Marie Ogden. John Ogden Greenstreet døde den 4. marts 2004 i en alder af 84 år.
Sydney var grandonkel til skuespilleren Mark Greenstreet.
Som tribut til Greenstreet var gangster bossen Hector Lemans i computer spillet Grim Fandango baseret på ham. Jim Ward lagde stemme til personen, og kopierede Greenstreets umiskendelige onde latter.
En episode af Star Trek, den næste generation med titlen "The Big Goodbye" har en holografisk skurk ved navn Cyrus Redblock, som spilles af Lawrence Tierney, et åbenbart spil med Greenstreets karakter Kasper Gutman (The Fat Man) i Ridderfalken.

## Filmografi
- Malaya (1949) .... The Dutchman
- Hendes private fjende (1949) .... Sheriff Titus Semple
- The Woman in White (1948) .... Count Alessandro Fosco
- Ruthless (1948) .... Buck Mansfield
- The Velvet Touch (1948) .... Capt. Danbury
- The Hucksters (1947) .... Evan Llewellyn Evans
- That Way with Women (1947) .... James P. Alden
- The Verdict (1946) .... Supt. George Edward Grodman
- Devotion (1946) .... William Makepeace Thackeray
- Tre Fremmede (1946) .... Jerome K. Arbutny
- Christmas in Connecticut (1945) .... Alexander Yardley
- Konflikt (1945) .... Dr. Mark Hamilton
- Pillow to Post (1945) .... Colonel Michael Otley
- Hollywood Canteen (1944) .... Sig selv
- The Conspirators (1944) .... Ricardo Quintanilla
- The Mask of Dimitrios (1944) .... Mr. Peters
- Between Two Worlds (1944) .... Reverend Tim Thompson
- Passage to Marseille (1944) .... Major Duval
- Background to Danger (1943) .... Colonel Robinson
- Casablanca (1942) .... Signor Ferrari
- Angreb på Panama (1942) .... Dr. Lorenz
- De døde med støvlerne på (1941) .... Lt. Gen. Winfield Scott
- Ridderfalken (1941) .... Kasper Gutman

## Yderligere læsning
- Youngkin, Stephen D. (2005). The Lost One: A Life of Peter Lorre. University Press of Kentucky. ISBN 0-8131-2360-7. -- Indeholdet et kapitel om det professionelle venskab mellem Greenstreet og Peter Lorre.